# Малайский медоуказчик
Малайский медоуказчик (лат. Indicator archipelagicus) — вид птиц из семейства медоуказчиковых. Подвидов не выделяют.

## Распространение
Обитают в Юго-Восточной Азии, на территории Таиланда (запад страны), в Западной Малайзии, на Борнео и Суматре.

## Описание
Это птицы среднего размера, длина тела достигает 18 см, масса 23—38,5 г. Окраска оливково-коричневая с зеленоватыми прожилками, радужная оболочка красноватая, толстый клюв, серый сверху и серовато-белый снизу. У самца на каждом плече имеются жёлтые отметины, которые отсутствуют у самки. Молодые особи выглядят как самки и имеют прожилки на нижних частях тела.

## Биология
Питается пчелиным воском, в состав рациона также входят насекомые и их личинки.

## Охранный статус
МСОП присвоил виду охранный статус NT.